# Stachel-Schwarzspinne
Die Stachel-Schwarzspinne oder der Langbeinige Eiferer (Zelotes longipes) ist eine Spinne aus der Familie der Plattbauchspinnen (Gnaphosidae). Die Art ist paläarktisch verbreitet.

## Merkmale
Das Weibchen der Stachel-Schwanzspitze erreicht eine Körperlänge von 4,5 bis 8,3 und das Männchen eine von 4,4 bis 6,2 Millimetern. Dabei ist das Weibchen durchschnittlich 6,8 ± 0,6 und das Männchen zumeist 5,4 ± 0,4 Millimeter lang.
Der Körperbau der Art entspricht überwiegend dem weiterer Schwarzspinnen (Zelotes), wobei die Stachel-Schwarzspinne verglichen mit anderen Arten der Gattung länglicher erscheint.

### Sexualdimorphismus
Wie bei Spinnen üblich, so ist auch bei der Stachel-Schwarzspinne ein auffälliger Sexualdimorphismus (Unterschied der Geschlechter) bemerkbar, der sich neben der Größe auch in der Farbgebung von Männchen und Weibchen auszeichnet.

#### Männchen

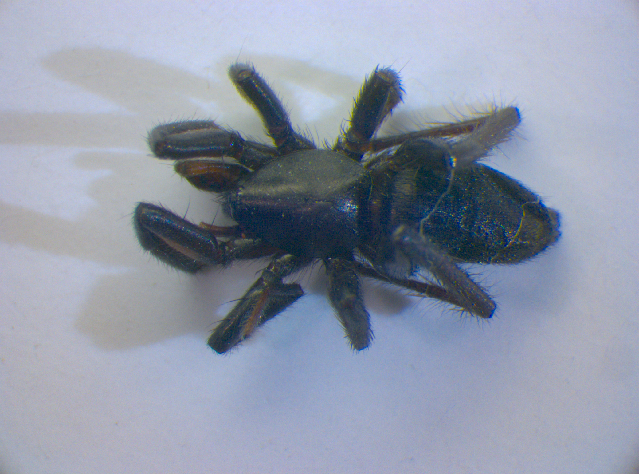
Präpariertes Männchen in der Zoologischen Staatssammlung München

Der Carapax (Rückenschild des Prosomas, bzw. Vorderkörpers) ist 2,2 bis 2,79 Millimeter lang und 1,59 bis 2,24 Millimeter breit. Die Durchschnittswerte belaufen sich jeweils auf 2,51 ± 0,19 resp. 1,87 ± 0,18 Millimeter und das Verhältnis zwischen Länge und Breite beläuft sich auf 1,33 ± 0,05. Der Carapax des Männchens ist um 21° abgewinkelt.
Beim Männchen sind der Carapax, die Cheliceren (Kieferklauen), das Sternum (Brustschild des Prosomas) und das Opisthosoma (Hinterleib) gänzlich schwarz gefärbt. Ähnlich verhält es sich auch bei den Beinen, deren Tarsen (Fußglieder) jedoch eine dunkelbraune Färbung besitzen. Die Buchlungen des Männchens erscheinen dunkelorange.

#### Weibchen
Beim Weibchen beläuft sich die Länge des Carapax auf 2,59 bis 3,69 und die Breite auf 1,82 bis zu 2,68 Millimeter, wobei hier die Länge des Carapax durchschnittlich 2,98 ± 0,24 und dessen Breite meistens 2,23 ± 0,19 Millimeter beträgt. Der Index (Länge ÷ Breite × 100) des Carapax des Weibchens kann sich jeweils auf 1,29 bis 1,44 mit einem Durchschnittswert von 1,37 ± 0,04 belaufen. Die Neigung des Carapax beträgt jeweils 33°.
Die Färbung ist ähnlich schwarz wie beim Männchen, was auch auf den Carapax des Weibchens zutrifft, der hier zusätzlich mit matten Streifen, die von der Fovea (Apodem) ausgehen, gekennzeichnet ist. Das genauso schwarze Sternum verfügt beim weiblichen Tier außerdem über lange schwarze Setae (chitinisierten Haaren). Die Beine des Weibchens sind mit Ausnahme der braunen Tarsen schwarz bis dunkelbraun gefärbt. Das ansonsten schwarze Opisthosoma weist ventral (unterhalb) eine braune Farbgebung auf. Die Buchlungen des Weibchens erscheinen hellgelb.

### Genitalmorphologische Merkmale
Die Pedipalpen (umgewandelte Extremitäten im Kopfbereich) des Männchens der Stachel-Schwarzspinne haben eine schwarze Grundfarbe und der Grundaufbau der Bulbi (männliche Geschlechtsorgane) entspricht ebenfalls dem anderer Schwarzspinnen (Zelotes). Die retrolaterale (seitlich rückliegende) Apophyse (chitinisierter Fortsatz) an der Tibia (Schiene) des jeweiligen Pedipalpus ist länger als die Tibia selbst. Die Spitze dieser Apophyse erscheint schräg abgeschnitten und die Tibia selber verfügt außerdem über einen kleinen abgerundeten Fortsatz, der dort prolateral (seitlich rückliegend) angeordnet ist. Das Cymbium (erstes und vorderstes Sklerit, bzw. Hartteil eines Bulbus) ist dunkelbraun gefärbt und das Tegulum (zweites und mittleres Sklerit des Bulbus) erscheint auffallend membranös sowie hervorstechend. Die mediane (mittlere) Apophyse ist recht groß mit einer abgerundeten Spitze versehen, während die terminale (am Ende gelegene) Apophyse spitz erscheint. Der Embolus (drittes und letztes Sklerit des Bulbus) endet in einer hakenförmigen Spitze. Seine Basis wird durch eine klauenförmige laterale (seitliche) Verlängerung charakterisiert. Das für die Gattung typische eingefügte Sklerit ist bei der Stachel-Schwarzspinne vergleichsweise groß.
Die Epigyne (weibliches Geschlechtsorgan) der Art wird innerhalb der Gattung durch folgende Merkmale charakterisiert: Ihr anteriorer (vorderer) Rand hat gebogene Taschen in den Eckbereichen. Die inneren Lateralränder sind anterior breit und gerade, während sie posterior (hinten) gebogen verlaufen. Der posteriore Rand der Epigyne nimmt in mediane Richtung die Form eines längeren Lappens an. Die Kopulationsgänge sind proximal (zur Körpermitte gelegen) am breitesten gebaut. Die lateralen Gänge verfügen über Drüsen. Die Spermatheken (Samentaschen) sind von ovaler Form.

### Differenzierung zuZelotes hermani
Die Stachel-Schwarzspinne ähnelt stark der ebenfalls zu den Schwarzspinnen zählenden Art Zelotes hermani. Diese hat jedoch ein weniger schmales und langgestrecktes Erscheinungsbild. Außerdem ist beim Männchen von Z. hermani der Embolus kurz und breit gebaut, während die Epigyne des Weibchens der Art geradlinig verlaufende, laterale Falten im Bereich des Exoskeletts (Chitinpanzer) besitzt.

## Verbreitung und Lebensräume
Das Verbreitungsgebiet der Stachel-Schwarzspinne erstreckt sich von Europa über die Türkei, Kaukasien, Russland (Europa bis Fernost), den Iran, Zentralasien, und die Mongolei bis nach China. Auch in Europa selber ist die Art großflächig vertreten und kommt hier lediglich auf der russischen Halbinsel Nowaja Semlja, dem nord- und dem westeuropäischen Teil Russlands, der Oblast Kaliningrad, der Republik Moldau, Kroatien, Bosnien und Herzegowina, Albanien, dem europäischen Teil der Türkei, der Insel Irland, Island und den Mittelmeerinseln Korsika, Sardinien, Kreta sowie Zypern nicht vor.
Auf Großbritannien beschränkt sich das Vorkommen der Spinne auf ein südlich auf der Insel verlaufendes Verbreitungsgebiet, dessen nördliche Grenze zwischen Norfolk und Somerset verläuft. Ein angezweifelter Nachweis sollte auch in Argyll erfolgt sein.

### Lebensräume
Die Stachel-Schwarzspinne ist wie viele Schwarzspinnen (Zelotes) xerothermenophil (trockene, warme Lebensräume bevorzugend) und bewohnt sonnige, lichte Habitate (Lebensräume), darunter Dünen, Heiden mit Bewuchs der Besenheide (Calluna vulgaris) und der Sand-Segge (Carex arenaria) und Dünenheiden mit Bewuchs von Strandhafer (Ammophila) sowie Zwergstrauchheiden Steppen und lichte Nadelwälder. Auch werden Sandstrände als Lebensraum genommen. In den Alpen ist die Art in Höhen von bis zu 1.350 und in den Pyrenäen bis über 2.500 anzutreffen.
Trockene Heidelandschaften bilden auf Großbritannien den von der Stachel-Schwarzspinne bevorzugten Lebensraum. Dort erscheint die Spinne im Falle von Bränden bereits nach einem Jahr wieder, wobei nach 5 bis 12 Jahren maximale Populationsdichten vorkommen. Auf der Insel ist die Art auch unter Geröll oder stabilerem und sandigen Kies nachgewiesen worden.

### Gefährdung
Die Bestandsgefährdungen der Stachel-Schwarzspinne werden je nach Land und Region unterschiedlich gewertet. In der Roten Liste gefährdeter Arten Tiere, Pflanzen und Pilze Deutschlands bzw. der Roten Liste und Gesamtartenliste der Spinnen Deutschlands (2016) wird die Art als „ungefährdet“ bewertet, da sie in Deutschland als häufig gilt, obgleich langfristig ein mäßiger Bestandsrückgang zu vermerken ist. Für kurzfristige Analysen sind nicht ausreichend Daten vorhanden. Somit ist im Vergleich zur vorherigen Version dieser Roten Liste (2016) eine Verbesserung der Gesamtsituation zu vermerken, da die Stachel-Schwarzspinne in dieser noch in der Kategorie 3 („gefährdet“) erfasst wurde.
In der Roten Liste Großbritanniens (2017) wird die Stachel-Schwarzspinne nach IUCN-Maßstab in der Kategorie VU („Vulnerable“, bzw. verletzlich) gewertet, da auf Großbritannien mit dem Rückgang trockener Heidelandschaften zugunsten des Ausbaus von Agrarkulturen auch ein Rückgang der Spinne befürchtet wird. In gleicher Kategorie wird die Art in der Roten Liste der Spinnentiere (Arachnida) Norwegens (2015) erfasst, während ihre Bestandssituation in der Roten Liste der Spinnen der Slowakei (1993) in der Kategorie R („Rare species“, bzw. seltene Art) gewertet werden. Im Gegensatz dazu wird die Stachel-Schwarzspinne in der Roten Liste der Spinnen Tschechiens (2015) in der Kategorie („Least Concern“, bzw. nicht gefährdet) erfasst.

## Biologie
Die Stachel-Schwarzspinne ist wie alle Schwarzspinnen (Zelotes) nachtaktiv und hält sich gerne unter Steinen (darunter Kalksteinen), Moosen oder in der Streuschicht auf. Das Weibchen fertigt einen Unterschlupf in Form eines im Sand gegrabenen Lochs an, das weiter unten einen horizontalen Abschnitt aufweist. Die Stachel-Schwarzspinne scheint Temperaturen von 23° Celsius zu bevorzugen, wobei eine thermische Lähmung bei etwa 46° Celsius eintritt. Anderweitig gleicht die Biologie der Art der anderer Schwarzspinnen.
Der Lebenszyklus der Stachel-Schwarzspinne ist wie der vieler anderer Plattbauchspinnen (Gnaphosidae) weitestgehend unerforscht. Die Phänologie (Aktivitätszeit) beläuft sich bei ausgewachsenen Individuen beider Geschlechter auf den Zeitraum zwischen Mai und Dezember. Auf Großbritannien sind Männchen von Juni bis November vorfindbar, während sich der Höhepunkt der Aktivität hier auf August und September beschränkt. Im Gegensatz dazu sind Weibchen auf Großbritannien vermutlich das ganze Jahr über aktiv, wobei die Aktivität der weiblichen Tiere im Zeitraum zwischen April und September und insbesondere im August höher ausfällt.

## Systematik
Die klassische Systematik befasst sich im Bereich der Biologie sowohl mit der taxonomischen (systematischen) Einteilung als auch mit der Bestimmung und mit der Nomenklatur (Disziplin der wissenschaftlichen Benennung) von Lebewesen einschließlich der Stachel-Schwarzspinne. Der Artname longipes ist eine Abwandlung der lateinischen Wörter longus für „lang“ und pes für „Bein“.

### Beschreibungsgeschichte
Die Stachel-Schwarzspinne wurde bei ihrer 1866 von Ludwig Carl Christian Koch durchgeführten Erstbeschreibung in die heute nicht mehr bestehende Gattung Melanophora unter der Bezeichnung M. longipes gegliedert und erfuhr danach von verschiedenen Autoren mehrere Umbenennungen und -stellungen. Unter Eugène Simon erhielt die Art erstmals die seitdem überwiegend genutzte Bezeichnung Z. longipes.

### Synonymisierte Art
Eine einstige Art wurden mit der Stachel-Schwarzspinne synonymisiert und verlor somit ihren Artstatus. Diese Art war:
- Zelotes serotinus (L. Koch, 1866) – Synonymisiert mit der Stachel-Schwarzspinne unter Tullgren, 1946.